# Sarzano-San Agostino (métro de Gênes)
Sarzano-San Agostino est une station de la ligne unique du métro de Gênes. Elle est située piazza di Sarzano à Gênes en Italie.

## Situation sur le réseau
Établie en souterrain, Sarzano-San Agostino est une station de passage de l'unique ligne du métro de Gênes. Elle est située entre la station San Giorgio, en direction du terminus nord-ouest Brin, et la station De Ferrari, en direction du terminus est Brignole.
Elle dispose des deux voies de la ligne encadrant un quai central.

## Histoire
La station Sarzano-San Agostino, inaugurée et mise en service le 3 avril 2006, près d'un an après la mise en service de la section, du fait des problèmes posés par son implantation dans le centre historique. Elle est due à l'architecte Renzo Piano,.

## Services aux voyageurs

### Desserte
Sarzano-San Agostino est desservie par les rames qui circulent sur l'unique ligne du réseau, entre Brin et Brignole.

Installations
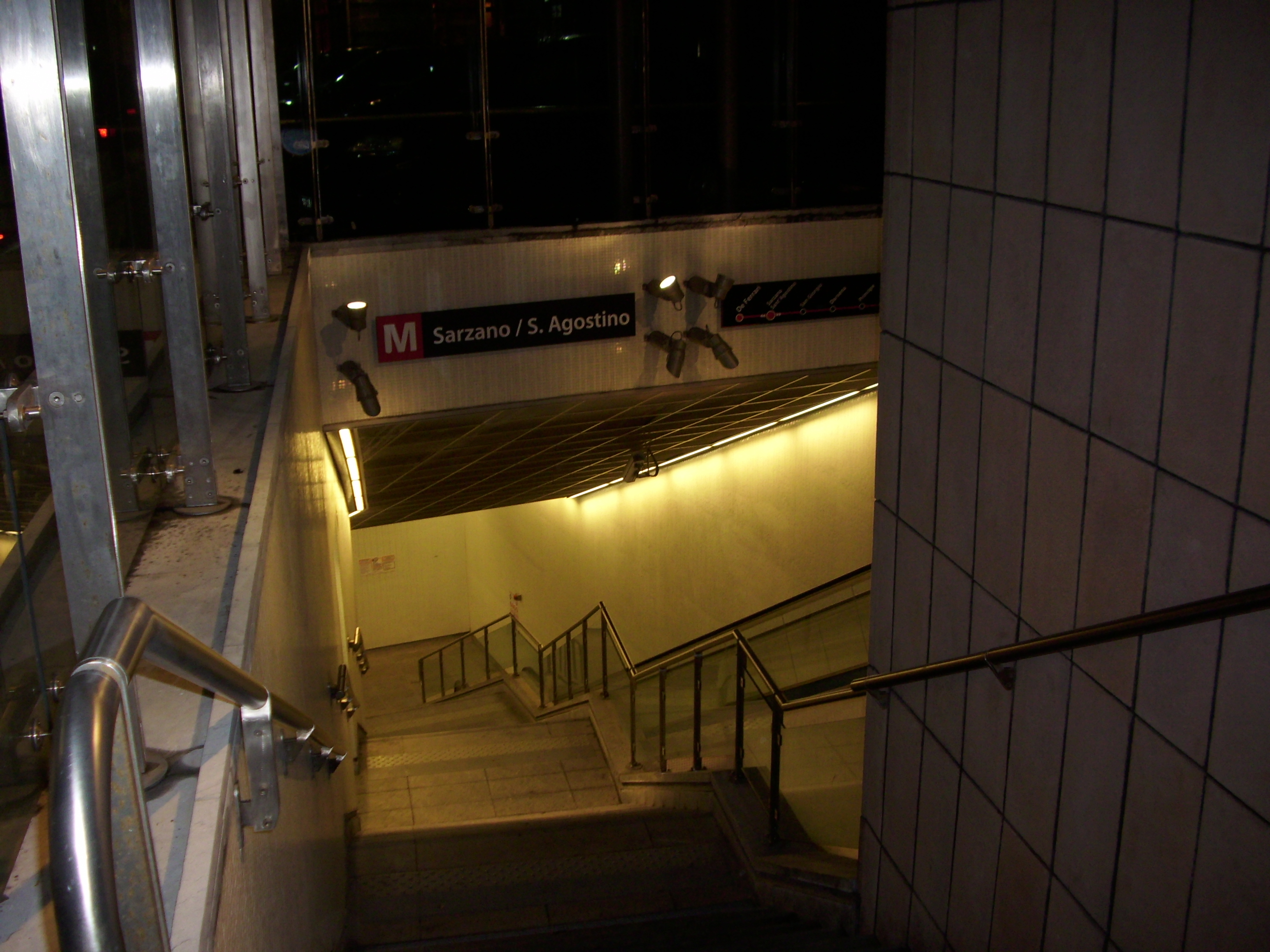
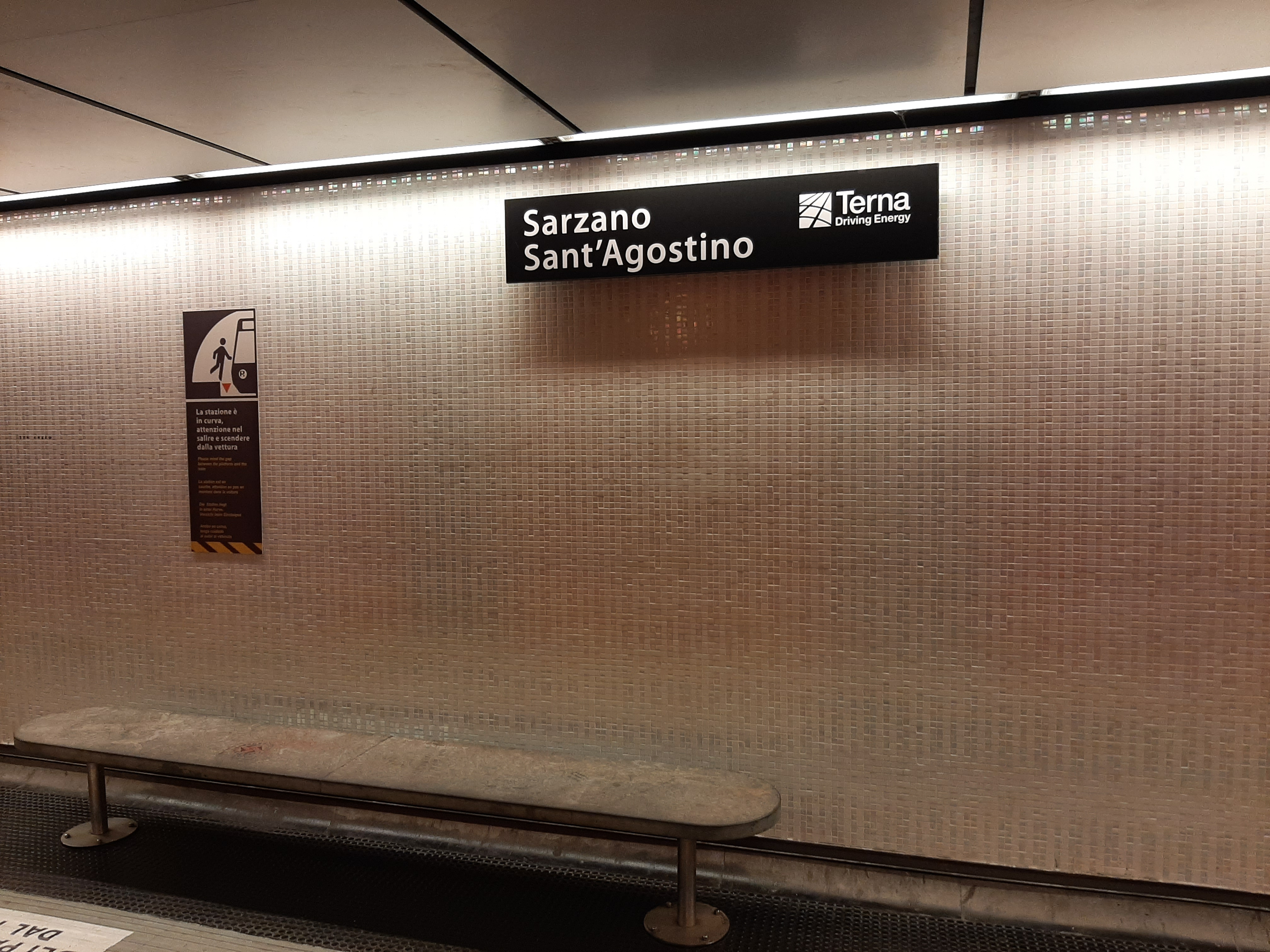